# Гусєва Клара Іванівна
Гусєва Клара Іванівна (рос. Гусева Клара Ивановна; нар. 8 березня 1937, Розсказово — пом. 12 травня 2019, Москва) — радянська ковзанярка, олімпійська чемпіонка. Після одруження була відома також як Клара Нестерова.

## Спортивна кар'єра
Зимові Олімпійські ігри 1960 стали першими, на яких в ковзанярському спорті змагалися жінки.
Клара Гусєва виступала на Олімпійських іграх 1960 на трьох дистанціях.
На дистанції 500 м вона посіла шосте місце.
На дистанції 1500 м їй випало стартувати в першій парі, і вона відмінно пробігла, встановивши новий олімпійський рекорд 2:28,7, але її час став орієнтиром для всіх наступних суперниць. Трьом з них вдалося пробігти краще за Гусєву, тож в число призерів вона не потрапила.
І на дистанції 1000 м, стартуючи знов в першій парі забігу, Гусєва теж фінішувала з новим олімпійським рекордом — 1:34,1. Ніхто не зміг перевершити цей результат, і Гусєва стала олімпійською чемпіонкою.
В 1960 і 1961 роках брала участь в чемпіонатах світу в класичному багатоборстві, але опинялася в загальному заліку поза межею призерів.
На Олімпійських іграх 1964 в забігу на 3000 м показала четвертий результат.

### Виступи на Олімпіадах
| Олімпіада       | Дисципліна | Місце |
| --------------- | ---------- | ----- |
| Скво-Веллі 1960 | 1000 м     | 1     |
| Скво-Веллі 1960 | 1500 м     | 4     |
| Скво-Веллі 1960 | 500 м      | 6     |
| Інсбрук 1964    | 3000 м     | 4     |